# Michael Henry
Michael Henry (7 aprile 1986) è un calciatore montserratiano, centrocampista dell'Ideal.

## Carriera

### Club
Dal 2004 milita nell'Ideal.

### Nazionale
Ha giocato la sua unica partita in Nazionale nel 2004.